# Haroldakis multidentata
Haroldakis multidentata ist eine Art der Spulwürmer und einziger Vertreter der Gattung Haroldakis. Es handelt sich um einen Dickdarmparasiten bei südamerikanischen Steißhühnern.

## Merkmale
W. Grant Inglis schuf die Gattung, weil die Zwischenlippen als nicht gebogene und nicht rückläufige Stränge (Cordons) ausgestaltet sind. Die dichten Kutikulawände des Lippenraums (Cheilorhabdion) überragen die Lippen nach vorn. Am Vorderlappen jedes Pharyngeostoms sind fünf Zähne (Onchia) angeordnet. Männchen besitzen den für Heterakinae typischen Besatz mit Kaudalpapillen, aber mit einem zusätzlichen sessilen Paar auf dem Querwulst zwischen Genitalsaugnapf und Kloake. Zudem findet sich eine in der Mittellinie doppelte sklerotisierte Struktur auf der Erhebung hinter der Kloake, die am Hinterrand ein hinteres Papillenpaar trägt.
Männchen von Haroldakis multidentatasind 6,2 bis 6,9 mm lang, Weibchen 7,5 bis 7,9 mm. Der Pharynx ist etwa 1,4 mm lang, der Schwanz bei Männchen 0,40–0,47 mm, bei Weibchen 0,75 bis 0,81 mm. Beide Geschlechter haben flügelartige seitliche Ausläufer über nahezu die gesamte Körperlänge. Die Vulva liegt etwa in der Körpermitte. Der Genitalsaugnapf hat einen Durchmesser von 0,09 bis 0,12 mm. Die Kaudalflügel sind mit sieben Paaren dünner und langer Papillen besetzt. Die Spicula sind sehr dünn, beide gleich lang, 0,38 bis 0,48 mm.